# 精華女子短期大学
精華女子短期大学（せいかじょしたんきだいがく、英語: Seika Women’s Junior College）は、福岡県福岡市博多区南八幡町2-12-1に本部を置く日本の私立大学。1909年創立、1967年大学設置。大学の略称は精短。

## 概観

### 大学全体
- 福岡県福岡市博多区に所在する日本の私立短期大学で、設置主体は精華学園[注 2]
- 1967年に開学。2学科[注 3]と専攻科1専攻からなる。

### 建学の精神（校訓・理念・学是）
- 精華女子短期大学の教育方針は「誠」・「和」・「愛」となっている。
- 精華女子短期大学における建学の精神は「仏教精神に基づく人格教育」となっている。

### 教育および研究
- 精華女子短期大学における教育
  - 生活科学科
    - 生活総合ビジネス専攻：医療事務・ファッション販売・観光サービスなどで活躍しうる人材の育成を狙いに従来の生活科学専攻を改組。ビジネススキルやコミュニケーション能力を向上するためのカリキュラムがある。授業の一環として1年次よりインターンシップが行われている。
    - 食物栄養専攻：食のスペシャリストを育てる専攻課程。事業所、病院各実習など学外研修など栄養士として必要なもののほか、海外研修や食物栄養セミナーなどもある。管理栄養士資格の取得支援も行われ、ほぼ毎年多くの合格者を出しているといわれている。2005年度より栄養教諭免許状の課程が設置された。

  - 幼児保育学科：理論・トレーニング・実践の三本柱を重視した授業が行われている。他大学の教育学部を始め、幼児教育の研究で実績のある教育機関と連携し優秀な外部講師を迎えることで質の高い授業が行われている。乳児や障がい児の福祉・遊びと表現に関する科目のほか自然体験実習や健康科学実習などの科目もある。1977年より学生と教員が連携して当学科の活動や学生生活をより充実させることから｢代表委員会｣という学生の自治的組織が結成されている。2005年度より「地域交流プログラム」が行われている。また、卒業生に対するキャリアカウンセリングプログラムも行われている。

### 学風および特色
- 精華女子短期大学は、2006年度財団法人短期大学基準協会による第三者評価の結果、適格と認定されている。
- クラスアドバイザー制度・カウンセラー制度がある。

## 沿革

### 略歴
- 1909年
  - 吉田マツにより福岡高等裁縫研究所[注 4]が設置される[注 5]。
- 1951年
  - 3月7日 学校法人が成立する[4]。
- 1967年
  - 1月23日 左記を以て短期大学の設置が文部省[注釈 1]より認可される[注 6]。
  - 4月1日 精華女子短期大学が以下の学科体制にて開学[注 7]。
    - 家政科
      - 家政専攻 入学定員50名[注釈 2]
      - 食物栄養専攻 入学定員100名[注釈 2]

  - 5月1日 学生数[10]/定員
    - 家政科 163[注釈 3]/150
- 1968年
  - 5月1日 学生数[11]/定員
    - 家政科 271[注釈 3]/300
- 1970年
  - 1月23日 専攻科の設置が認められ、以下の課程を置く[12]。
    - 家政専攻 入学定員25名[注 8]
- 1971年
  - 4月1日 以下の学科を増設する[注 9]。
    - 幼児教育科 入学定員50名[注 10]

  - 5月1日 学生数[17]/定員
    - 家政科 203[注釈 3]/300
    - 幼児教育科 20[注釈 3]/50
- 1972年
  - 5月1日 学生数[18]/定員
    - 家政科 190[注釈 3]/300
    - 幼児教育科 46[注釈 3]/100
- 1982年
  - 4月1日 幼児教育科の入学定員を50→100に増員[注 11]。
  - 5月1日 学生数[24]/定員
    - 家政科 290[注釈 3]/300
    - 幼児教育科 228[注釈 3]/150
- 1985年
  - 5月1日 学生数[25]/定員
    - 家政科 282[注釈 3]/300
    - 幼児教育科 197[注釈 3]/200
- 1986年
  - 5月1日 学生数[26]/定員
    - 家政科 349[注釈 3]/300
    - 幼児教育科 257[注釈 3]/200
- 1987年
  - 5月1日 学生数[27]/定員
    - 家政科 442[注釈 3]/300
    - 幼児教育科 305[注釈 3]/200
- 1990年
  - 4月1日 以下、学科及び専攻課程の改称あり[注 12]。
    - 家政科→生活科学科
      - 家政専攻→生活科学専攻

  - 5月1日 学生数[30]/定員
    - 生活科学科 454[注釈 3]/300
    - 幼児教育科 299[注釈 3]/200
- 1992年
  - 4月1日 生活科学科における生活科学専攻の入学定員を50→100に増員[注 13]。
  - 5月1日 学生数[注 14]/定員
    - 生活科学科 441[注釈 3]/350
    - 幼児教育科 299[注釈 3]/200
- 1993年
  - 5月1日 学生数[37]/定員
    - 生活科学科 502[注釈 3]/400
    - 幼児教育科 289[注釈 3]/200
- 1999年
  - 5月1日 学生数[38]/定員
    - 生活科学科 388[注釈 3]/400
    - 幼児教育科 291[注釈 3]/200
- 2003年
  - 4月1日 この年度における出来事を以下、列挙する。
    - 生活科学科の生活科学専攻を生活総合ビジネス専攻に改称[注 15]。
    - 専攻科に以下の課程を設ける[注 16]。
      - 保育福祉専攻 入学定員25名
- 2004年
  - 4月1日 この年度における出来事を以下、列挙する。
    - 以下、学科の入学定員を変更する[注 17]。
      - 生活科学科
        - 生活総合ビジネス専攻 100→50
        - 幼児保育学科 100→150

    - 専攻科における保育福祉専攻の入学定員を25→35に増員[注 18]。
- 2006年
  - 短期大学基準協会による第三者評価の結果、適格と認定される。

## 基礎データ

### 所在地
- 福岡県福岡市博多区八幡町2-12-1

### 交通アクセス
- JR鹿児島本線南福岡駅または西鉄天神大牟田線雑餉隈駅より徒歩で概ね15分程度の場所にある。

### 象徴
- ホームページほか右記資料も参照のこと[注 19]

## 教育および研究

### 組織

#### 学科
- 生活科学科
  - 生活総合ビジネス専攻 入学定員50名[1]
  - 食物栄養専攻 入学定員100名[1]
- 幼児保育学科 入学定員150名[1]

#### 専攻科
- 保育福祉専攻 入学定員35名[1]
  - 短期大学や専修学校専門課程で保育士資格を取得している人を対象とした課程。介護のエキスパートとして必要な科目がある。修業年限は昼間部1年制で、男子も入学が可能である。
- 家政専攻 入学定員25名[注釈 4]

#### 別科
- なし

##### 取得資格について
- 幼児保育学科では、保育士資格と幼稚園教諭二種免許状が取得できる。
- 生活科学科食物栄養専攻では、栄養士資格ほか2005年度より栄養教諭二種免許状が取得できる[注 20]。
- 生活科学科生活総合ビジネス専攻の前身である生活科学専攻では、中学校教諭二種免許状（家庭）が設置されていた[56]。

#### 附属機関
- 幼児保育センター
- 精華学園記念館

### 研究
- 『精華女子短期大学研究紀要』[57]

## 学生生活

### 部活動・クラブ活動・サークル活動
- 精華女子短期大学のクラブ活動
  - 体育系：バレーボール・卓球・バドミントン・バスケットボールほか
  - 文化系：ダンス・パソコン・調理科学研究・クッキング・ボランティア・フードメーキング・茶道ほか

### 学園祭
- 精華女子短期大学の学園祭は「忍冬祭」と呼ばれ毎年、概ね11月に行われている。なお「忍冬」は「すいかずら」と読む。

### スポーツ
- 卓球というスポーツが盛んで、九州地区体育大会に出場している。

## 大学関係者と組織

### 大学関係者組織
- 精華女子短期大学の同窓会組織として「忍冬会」（すいかずらかい）がある。

### 大学関係者一覧

#### 出身者
- 中野早杜子：元、モデル・女優。

## 施設

### キャンパス
- 1号館
- 2号館
- 3号館
- 忍冬会室
- 体育館
- 精華学園記念館：学生食堂がある。

### 寮
- 精華女子短期大学の寮は、学内に「第一精華寮」と「第二精華寮」がある。ほか、本短大の指定寮として「日康寮」・「スコーレすいかずら」など6つの寮がある。

## 対外関係

### 他大学との協定

#### 韓国
- 慶南情報大学校
- 崇義女子大学
- 厦門理工学院

### 系列校
- 精華女子高等学校

## 社会との関わり
- 地域交流：子育てに関する講座が行われている。
- 国際交流：韓国の崇義女子大学において行われている。

## 卒業後の進路について

### 編入学・進学実績
- 精華女子短期大学専攻科ほか